# Гапизов, Султан Макамагомедович
Султан Макамагомедович Гапизов (3 мая 1999, Губден, Карабудахкентский район, Дагестан, Россия) — российский спортсмен, специализируется по ушу. Пятикратный чемпион России по ушу-саньда. Чемпион мира по ММА.

## Спортивная карьера
В декабре 2018 года в Каспийске стал победителем международного турнира памяти Юнуса Гусейнова. В декабре 2019 года в Каспийске во второй раз подряд победил на турнире памяти Юнуса Гусейнова. В марте 2021 года в Москве стал чемпионом России по ушу. В апреле 2024 года в Москве стал бронзовым призёром чемпионата России.

## Спортивные достижения
- Чемпионат России по ушу 2021 — ;
- Чемпионат России по ушу 2024 — ;